# Icnofóssil

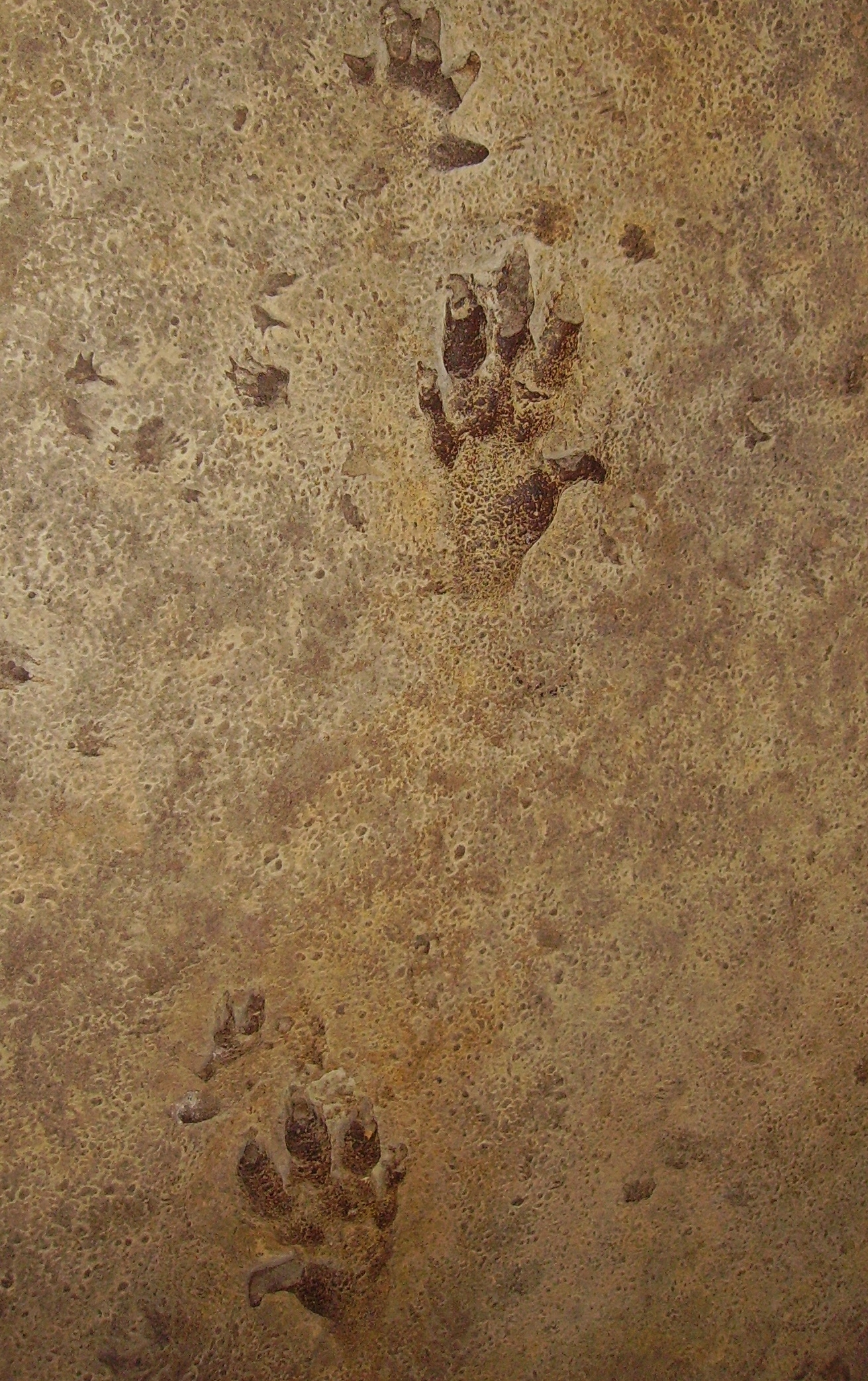
Pegadas de Chirotherium em umarenito do Triássico.

Icnofósseis são registros geológicos de atividade biológica. São impressões feitas no substrato por um organismo, como por exemplo tocas, orifícios originários de bioerosão, urólitos, pegadas e marcas de alimentação. O termo, no seu sentido mais amplo, também inclui os restos de outros materiais orgânicos produzidos por um organismo — como coprólitos ou marcadores químicos — ou estruturas sedimentológicas produzidas através de meios biológicos, como estromatólitos.
O estudo dos rastros é chamado de icnologia, dividida em paleoicnologia, o estudo dos rastros fósseis e neoicnologia, estudo dos rastros modernos.
Os rastros fósseis são melhores preservados em arenito, devido aos materiais que o compõe. Eles também podem ser encontrados em xistos e em pedras calcárias.

## Classificação
Devido à complexidade em se determinar a espécie responsável em deixar determinado rastro, uma vez que diferentes organismos podem produzir rastros semelhantes, e um mesmo organismo pode produzir diferentes tipos de rastros, ficou prejudicada a utilização da taxonomia convencional e uma forma taxonômica mais abrangente foi criada. No nível mais alto da classificação, cinco modos de comportamento são reconhecidos:
- Domichnia, estruturas habitacionais refletindo a posição de vida do organismo que a criou.
- Fodinichnia, estruturas tridimensionais deixadas pelos animais que se alimentam de restos orgânicos, como os detritívoros.
- Pascichnia, vestígios deixados pela alimentação de animais herbívoros na superfície de um sedimento macio ou um substrato mineral.
- Cubichnia, vestígios de repouso, sob a forma de uma impressão deixada por um organismo em um sedimento macio.
- Repichnia, vestígios superficiais, na forma de trilhas ou faixas de indivíduos movendo-se de um local para outro.

Os fósseis são ainda classificados em gêneros de formas, alguns dos quais são subdivididos em um nível de "espécie". A classificação é baseada na configuração, na forma e no modo comportamental implícito.
Para manter o corpo e os fósseis nomenclatorialmente separados, são criadas icnoespécies para os fósseis. Os icnotaxa são classificados de maneira um pouco diferente na nomenclatura zoológica do que nos táxons baseados em fósseis corporais (consulte a classificação de fósseis vestigiais para obter mais informações).
Exemplos incluem os fósseis de rastros do Cambriano Superior de ambientes entremarés, como Protichnites e Climactichnites, entre outros; pegadas de dinossauros mesozoicos, incluindo icnogêneros como Grallator, Atreipus e Anomoepus; cupinzeiros do Triássico, que pode abranger vários quilômetros quadrados de sedimentos.